# Die Abenteuer des Kapitän Hansen
Kapitän Hansens Abenteuer ist ein deutscher Abenteuerstummfilm von Harry Piel aus dem Jahre 1917.

## Handlung
Kapitän Hansen hat eine feurige Spanierin namens Dolores geheiratet. Bald wird das Ehepaar Eltern eines Kindes. Doch Hansens Frau bleibt ihm nicht treu und brennt eines Tages mit ihrem Landsmann, dem ebenfalls heißblütigen Torero Quasto, durch. Das Kind hat Dolores mitgenommen. Als Hansen eines Tages erfährt, dass Dolores gestorben sein soll, schließt er mit diesem Kapitel ab und heiratet erneut.
Hansens zweite Frau heißt Claro. Mit ihr reist der Seebär auf seinem Schiff nach Grönland. Wie es der Zufall will, trifft Hansen dort Dolores wieder, die aber wenig später in einem Iglu stirbt. Es kommt zum Kampf mit dem ehrlosen Quasto, der von Kapitän Hansen bezwungen wird. Währenddessen kann Claro Hansens Kind vor Eisbären retten, und die kleine Familie kehrt schließlich zurück in die Zivilisation.

## Produktionsnotizen
Kapitän Hansens Abenteuer, oftmals auch als Die Abenteuer des Kapitän Hansen geführt, entstand Frühjahr / Mitte 1917 im Eiko-Film-Atelier zu Berlin-Marienfelde. Die Außenaufnahmen wurden in Rüdersdorf bei Berlin abgedreht. Der Film passierte die Zensur im August 1917 und wurde am 6. Dezember 1917 im Rahmen einer Pressevorführung uraufgeführt. Der Streifen war fünf Akte lang und besaß eine Länge von gut 1671 Metern.
Piel setzte diesmal anstatt der von ihm bevorzugten Raubkatzen Eisbären als dramatische Tiernummer ein.

## Kritik
Paimann’s Filmlisten resümierte: „Spiel sehr gut, Photos und Szenerie gut. (Für einfaches Publikum).“